# 海峡石

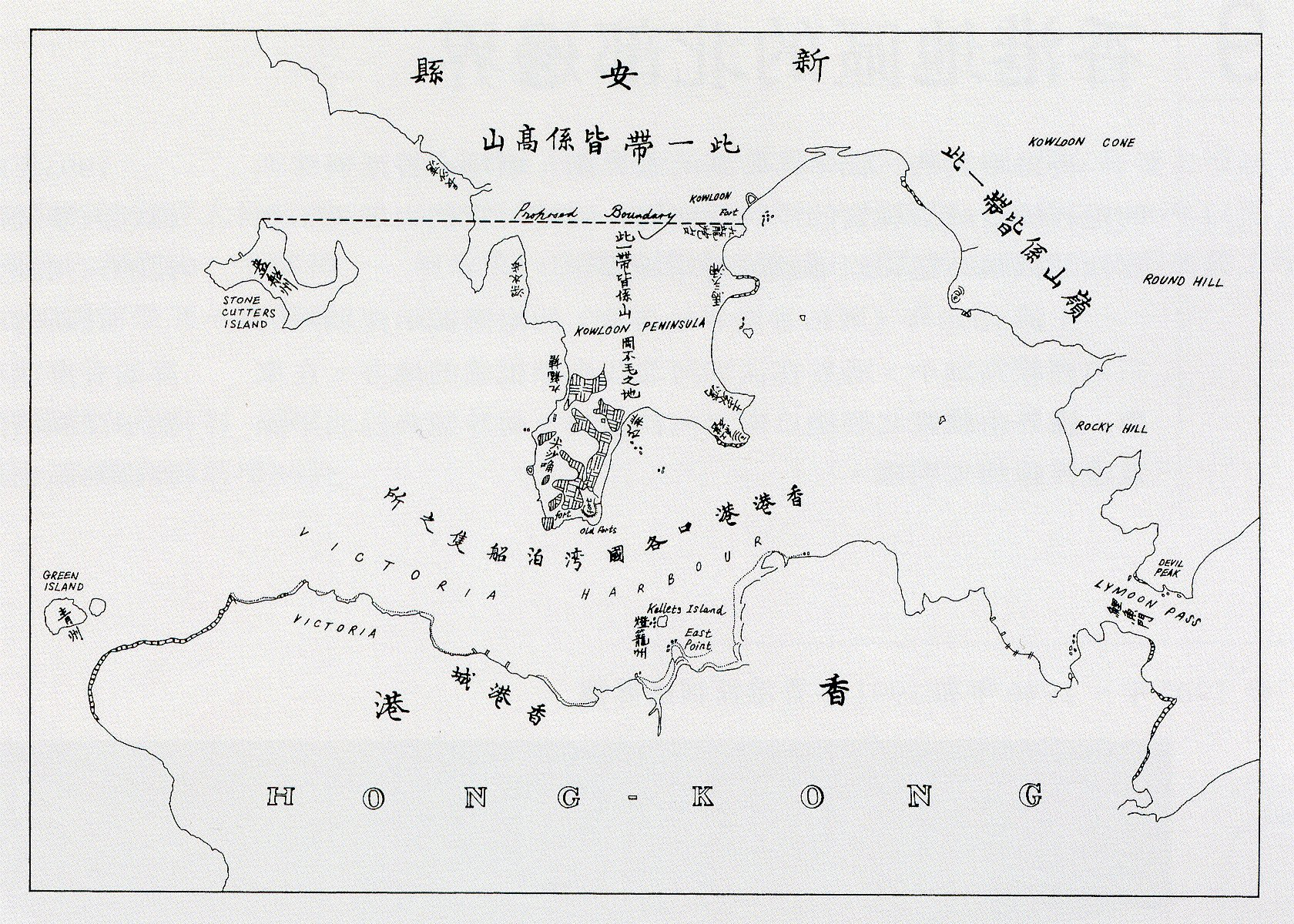
《北京条約》の地図で、海峡石は九龍湾の南にあった

海峡石（英語：Channel Rock）は、香港の一つの暗礁であった。九龍九龍湾の南、観塘埠頭の向こうに位置し、九龍城区に属した。島は1972年から1975年まで啓徳空港滑走路の延長による埋め立てられた後、滑走路の一部になった。

## 参考リンク
1. ↑  Colony of Hong Kong 1922 (Sheet 5) 香港公共圖書館 - 多媒體資訊系統